# 郁久閭阿那瓌
郁久閭 阿那瓌（呉音：いくくろ あなかい、漢音：いくきゅうりょ あだかい、拼音：Yùjiŭlǘ Ānàguī、？ - 552年）は、柔然の可汗。伏図の子で、醜奴の弟。可汗号は敕連頭兵豆伐可汗（ちょくれんとうへいとうはつかがん）といい、“把攬可汗”（手中にする可汗）という意味である。

## 生涯
北魏の正光元年（520年）、醜奴がその母の侯呂陵氏と大臣に殺されると、弟の阿那瓌が立って可汗となった（この時点では可汗号がない。また、阿那瓌から柔然の元号を立てなくなる）。阿那瓌が即位してから十日、族兄の俟利発（イルテベル：官名）の示発が数万の軍勢を率いて攻撃してきた。阿那瓌は戦ったが敗れ、弟の乙居伐を伴って軽騎で北魏に逃れて帰順した。まもなく阿那瓌の母である侯呂陵氏と二人の弟は示発に殺害された。9月、阿那瓌が北魏に到来するにあたり、孝明帝は侍中の陸希道を使者の代表、散騎常侍の孟威を副使として派遣し、近畿（首都圏）外縁まで出迎えて慰労させた。さらに司空公・京兆王元継を北中城に赴かせ、侍中の崔光・黄門郎の元纂には近郊で、ともに酒宴を催して慰労させ、宮城門まで招かせた。10月、孝明帝は顕陽殿に臨御し、阿那瓌を引見し宴を催した。そこで阿那瓌は兵馬を借りて北の本国へ帰り、復権することを請う。11月、孝明帝は常恵の儀に従い、阿那瓌を朔方郡開国公・蠕蠕王に封じた。また、衣服と冕冠を賜り、さらに軺車と車蓋を与え、禄恤と儀仗兵については諸王と同格とした。12月、阿那瓌は以前から帰国を望んでいたので、宰相の元叉に金百斤を送り、それが実現した。孝明帝は阿那瓌に護衛をつけて送ってやることにした。
正光2年（521年）1月、阿那瓌ら54人が別辞を述べることを求めた。孝明帝は西堂に臨御すると、阿那瓌と叔父や兄弟5人を引見し、堂上に昇らせて座を賜い、中書舎人の穆弼に慰労の言葉を伝えさせた。孝明帝は侍中の崔光・黄門郎の元纂に詔を下し、城外で阿那瓌を激励して見送らせた。時に阿那瓌が出奔した後の柔然本国では、阿那瓌の従兄の俟利発の婆羅門が数万人を率いて示発を討伐し、これを破ったので、柔然人は婆羅門を推戴して可汗とし、弥偶可社句可汗と号していた。この時、安北将軍・懐朔鎮将の楊鈞は阿那瓌が復権することが難しいことを上表した。しかし孝明帝は聞き入れず。2月、孝明帝は柔然使者の牒云具仁を派遣して、婆羅門に阿那瓌を迎えて国を返すよう説得させた。しかし、婆羅門は傲慢で従わず、牒云具仁に礼敬を強要した。牒云具仁は節を持って屈服しなかった。そこで婆羅門は牒云具仁に莫何去汾・俟斤の丘升頭ら6人と2千の兵を付けて、阿那瓌を出迎えさせた。5月、牒云具仁は懐朔鎮に帰還し、柔然の情勢を報告した。阿那瓌は懼れて入国しようとせず、上表して洛陽への帰還を求めた。しかしこの時、婆羅門は高車に放逐され、十部落を率いて涼州に赴き、北魏に帰順・投降したので、阿那瓌は数万人の柔然人に迎えられ復権することができた。8月、孝明帝は散騎常侍の王遵業に詔を下し、駅馬で急がせて孝明帝の意向を伝え、阿那瓌を宥めて説得させ、また重ねて下賜品を与えた。9月、阿那瓌の従兄の俟利発が懐朔鎮に亡命してきた。阿那瓌と同様、意図することを述べて軍勢を要請し、また阿那瓌の身柄も求めた。
正光4年（523年）2月、阿那瓌の民衆は大飢饉に見舞われ、長城内に入って略奪した。孝明帝は尚書左丞の元孚に詔を下して行台尚書を兼任させ、持節して阿那瓌を宥めさせた。元孚は阿那瓌と会見すると捕えられ、阿那瓌は元孚が自ら従ったとし、平民2千人と公私の駅馬、牛や羊数十万頭を略奪して北方に逃れ、元孚に謝罪すると解放して帰還させた。孝明帝は驃騎大将軍・尚書令の李崇らに詔を下し、騎兵十万を率いて阿那瓌を討伐させた。李崇らは長城を出ること3千里余り、翰海（バイカル湖）に至ったが、柔然軍には追い付かずに帰還した。阿那瓌の従兄の俟利発が洛陽に至ると、孝明帝は西堂に臨御して俟利発を引見した。
正光5年（524年）、沃野鎮の破六韓抜陵が反乱を起こし、諸鎮は皆呼応した（六鎮の乱）。
孝昌元年（525年）春、阿那瓌は軍を率いて破六韓抜陵を討伐した。孝明帝は詔を下して牒云具仁を派遣し、阿那瓌を慰労して届けさせた各種の品々を賜った。阿那瓌は詔命を拝受し、兵十万を指揮して武川鎮から西の沃野鎮に向かい、何度も破六韓抜陵軍と戦って勝利した。4月、孝明帝は再び通直散騎常侍・中書舎人の馮儁を阿那瓌への使者として派遣し、慰労の言葉を伝えて各々に下賜を行わせた。すでに阿那瓌の部落は平穏であり、兵馬は次第に大勢力となったので、阿那瓌は敕連頭兵豆伐可汗と号した。10月、阿那瓌は郁久閭弥俄らを北魏に遣わして朝貢した。
孝昌3年（527年）4月、阿那瓌は鞏鳳景らを北魏に遣わして朝貢した。
武泰元年（528年）1月、柔然は南朝梁に遣使朝貢する。
永安2年（529年）2月、柔然は南朝梁に遣使朝貢する。
太昌元年（532年）6月、阿那瓌は烏句蘭樹什伐らを北魏に遣わして朝貢し、長男に公主を娶らせることを願い出た。
永熙2年（533年）4月、孝武帝は詔を下して、范陽王元誨（広平王元懐の子）の長女の琅邪公主を娶ることを許した。まだ婚姻が成立しないうちに、孝武帝は関中に入った。
永熙3年（534年）12月、孝武帝が毒殺されると、北魏は東西に分裂し、翌535年1月、東魏と西魏が成立した。
西魏の大統元年（535年）、柔然が西魏を侵したので、西魏は柔然に和親を請う。
東魏の天平4年（537年）、柔然は東魏に朝貢する。西魏の文帝は孝武帝時代の舎人の元翌の娘を化政公主と称し、阿那瓌の弟の塔寒に娶らせた。また自分も阿那瓌の娘を娶って皇后とし、さらに金銭や絹織物を贈って、阿那瓌を自陣営に引き入れようとした。阿那瓌は東魏の使者の元整を留め置くことにして、東魏に復命させなかった。後に軍を率いて黄河を渡り、廃位された乙弗氏のことを理由とした。文帝はやむを得ず、乙弗氏に勅をして自殺させた。
元象元年（538年）5月、阿那瓌が幽州の范陽郡を略奪し、南下して易水に至った。9月、また肆州秀容を略奪し、三推に至った。さらに元整を殺害し、東魏侵略を繰り返すようになった。そこで東魏は阿那瓌の使者の温豆抜らを拘束した。阿那瓌は凶悪で狡猾だとして、高歓は阿那瓌を宥めて友好関係を結ぼうとした。それで柔然の使者の龍無駒を北方に帰還させ、温豆抜らの消息を知らせた。
興和2年（540年）春、阿那瓌は再び龍無駒らを派遣して東魏に朝貢した。しかし帰順して誠意を示すことはなかった。西魏の文帝の皇后となった阿那瓌の娘が難産で死去した。それで高歓は相府の功曹参軍の張徽纂を阿那瓌への使者として、密かに阿那瓌を説得した。文帝と宇文泰は孝武帝を殺害したが、今度は阿那瓌の娘も殺害したことと、不当に縁戚の娘に公主の称号を授け、柔然に嫁がせて親族となっていることを述べた。また阿那瓌が黄河を渡って西方を討伐した時、宇文泰は牧草を焼いて、柔然の軍馬を飢えさせ、南方に進軍できないようにしたことは反逆・詐略・背反であり、西魏は信用できない証拠だと述べた。また東魏には北魏の正統な皇統があり、かつて阿那瓌が敗北・亡命して帰順した時、北魏朝廷が保護したので、柔然国は存続することができたと論じ、阿那瓌に大義を示した。張徽纂が高歓の意向を述べた後、阿那瓌は柔然の大臣を招集して、東魏の申し出について論議し、直ちに東魏に帰順して誠意を示した。俟利莫何の莫允部の游大力らを朝貢の使者として派遣し、また子の菴羅辰のために通婚を求めた。東魏の孝静帝は散騎常侍・太府卿の羅念と通直散騎常侍・中書舎人の穆景相らに詔を下し、阿那瓌への使者とした。8月、阿那瓌は莫何去汾の折豆渾十升らを朝貢の使者として派遣し、再び通婚を求めた。高歓は阿那瓌の意向を受け入れることを求め、四方の遠国と友好関係を結ぼうとした。孝静帝は詔を下し、清河王元懌の娘である楽安公主を菴羅辰に嫁がせることを許し、楽安公主の封爵を蘭陵郡長公主に改めた。12月、阿那瓌は再び折豆渾十升を派遣して、東魏に赴いて通婚を求めさせた。
興和3年（550年）4月、阿那瓌は吐豆発の郁久閭譬掘・俟利莫何の折豆渾侯煩らを東魏に派遣し、馬千頭を献上させて結納品とし、公主を迎えることを求めた。孝静帝は宗正卿の元寿興・太常卿の孟韶らに詔を下して公主を送らせ、晋陽から北方に赴かせた。必要となる調度品は高歓が自ら用意した。どれも手厚く豪勢だった。阿那瓌は吐豆発の郁久閭譬掘と俟利の阿夷普掘・蒲提棄之伏らを派遣し、新城の南で公主を迎えさせた。6月、高歓は阿那瓌が信用できないことを憂慮し、また国事行為を重要視していたので、自ら公主を楼煩の北に送り、柔然の使者を接待・慰労し、誰にも手厚かった。阿那瓌は大喜びし、これ以後、東魏への朝貢を続けた。
興和4年（551年）、阿那瓌は孫娘を隣和公主と称し、高歓の嫡出九男の長広公高湛に嫁がせることを求めた。孝静帝は詔を下し、婚礼を行わせた。阿那瓌は吐豆発の郁久閭譬掘・俟利莫何の游大力を派遣し、娘を晋陽に送らせた。
武定4年（546年）、阿那瓌には愛娘がおり、公主を称していた。高歓の威光と徳化は日々強まっていたので、また彼女を嫁がせることを求めた。孝静帝は阿那瓌の申し出を聞き、高歓に詔を下して彼女を娶らせた。阿那瓌は吐豆発の郁久閭汗抜らを派遣し、娘を晋陽に送らせた。これ以後、東魏の北辺国境は平穏になり、武定の末まで、貢納の使者が続いた。汝陽王元暹は秦州刺史となると、部下の典籤の淳于覃を阿那瓌への使者とした。阿那瓌は彼を留め置き、寵遇して職務を一任した。阿那瓌は洛陽に赴いてから、心中では中国を慕っていた。それで官職の称号を制定し、増長して王者の真似事をした。ついには侍中・黄門などの官職を設けた。淳于覃は秘書監・黄門郎となり、柔然の文書を担当した。淳于覃は阿那瓌を教化したが、かえって不遜にさせてしまった。奉じられた国書は全て対等国の儀礼を用いていた。北斉が東魏から禅譲を受けると、再び毎年の使者の往来は絶えなくなった。
北斉の天保3年（552年）、阿那瓌は突厥に敗れて自殺した。太子の菴羅辰と阿那瓌の従弟の登注俟利・登注俟利の子の庫提は皆民衆を従えて北斉に亡命した。柔然の残党は登注俟利の次子の鉄伐を即位させて可汗とした。

## 参考資料
- 『魏書』（列伝第九十一 蠕蠕）
- 『北史』（列伝第八十六 蠕蠕）